# Kyōsuke Tagawa
Kyōsuke Tagawa (田川 亨介 Tagawa Kyōsuke?, Kagoshima, 11 de febrero de 1999) es un futbolista japonés que juega como delantero en el Kashima Antlers de la J1 League.

## Trayectoria

### Clubes
| Club                       | País     | Año       |
| -------------------------- | -------- | --------- |
| Sagan Tosu                 | Japón    | 2017-2018 |
| F. C. Tokyo                | Japón    | 2019-2023 |
| C. D. Santa Clara (cedido) | Portugal | 2022-2023 |
| Heart of Midlothian F. C.  | Escocia  | 2023-2024 |
| Kashima Antlers            | Japón    | 2024-     |